# Gussola
Gussola (lombardul: La Gissöla) település Olaszországban, Lombardia régióban, Cremona megyében. Lakosainak száma 2624 fő (2023. január 1.). Gussola Martignana di Po, Scandolara Ravara, Solarolo Rainerio, Torricella del Pizzo, Colorno, San Giovanni in Croce és Sissa Trecasali községekkel határos.

## Népesség
A település lakossága az elmúlt években az alábbi módon változott:
| Lakosok száma | 2853 | 2727 | 2692 | 2624 |
|               | 2013 | 2017 | 2018 | 2023 |